# Hormone corticotrope

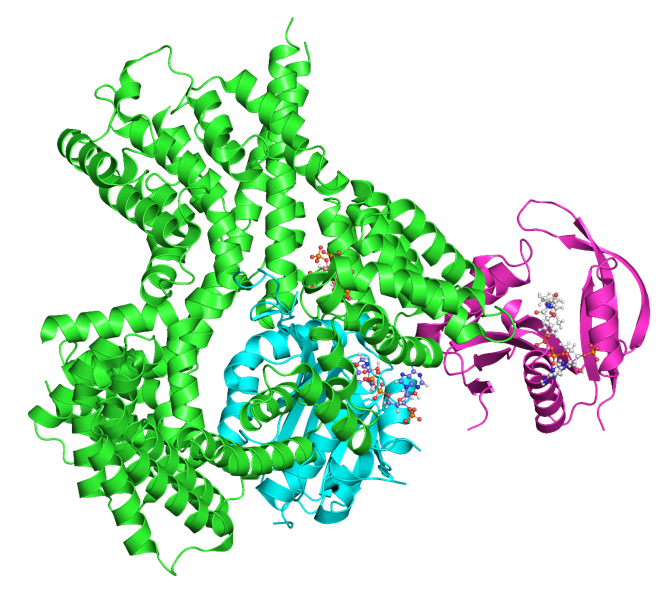
ACTH.

 (octobre 2011).
Si vous disposez d'ouvrages ou d'articles de référence ou si vous connaissez des sites web de qualité traitant du thème abordé ici, merci de compléter l'article en donnant les références utiles à sa vérifiabilité et en les liant à la section « Notes et références ».
L'hormone corticotrope, hormone adrénocorticotrope ou adrénocorticotrophine (ACTH, Adreno CorticoTropic Hormone), est une hormone polypeptidique principalement sécrétée par les cellules basophiles du lobe antérieur de l'hypophyse et qui stimule la glande corticosurrénale. Elle est le produit de la maturation d'une prohormone, la proopiomélanocortine (POMC).

## Structure
L'ACTH est un peptide constitué de 39 acides aminés, dont les 24 premiers ne varient jamais, les autres variant selon les espèces.
Ci-dessous, la séquence des acides aminés chez l'humain :

NH2-Ser-Tyr-Ser-Met-Glu-His-Phe-Arg-Try-Gly-Lys-Pro-Val-Gly-Lys-Lys-Arg-Arg-Pro-Val-Lys-Val-Tyr-Pro-Asp-Ala-Gly-Glu-Asp-Glu-Ser-Ala-Glu-Ala-Phe-Pro-Leu-Glu-Phe-COOH

## Effets
L'ACTH stimule surtout les deux zones les plus profondes du cortex de la glande surrénale :
- la zone fasciculée, qui produit les glucocorticoïdes dont le cortisol, est la zone qui répond le plus vivement à cette stimulation hypophysaire ;
- la zone réticulée, qui produit les androgènes : DHEA (déhydroépiandrostérone), androstènedione et accessoirement un peu de testostérone.

La zone la plus superficielle dite glomérulée, qui produit les minéralocorticoïdes dont l'aldostérone, est majoritairement sous la dépendance du système rénine-angiotensine-aldostérone)

## Régulation

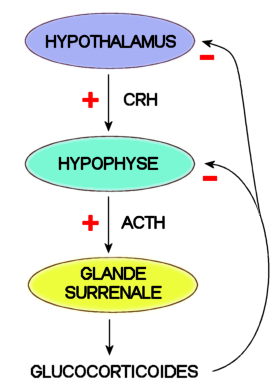
Régulation de l'axe corticotrope.

L'hypothalamus sécrète trois hormones dites sécrétagogues, que sont la Corticotropin-releasing hormone (CRH), la vasopressine et le PACAP (en) (Pituitary Adenylate cycle-Activating Peptide). Ces hormones sont capables d'activer, grâce à différents seconds messagers intracellulaires, la synthèse du gène de la proopiomélanocortine (POMC), polypeptide précurseur de l'ACTH, ainsi que sa maturation par différentes enzymes (les convertases (en) de prohormones) et la sécrétion de l'ACTH stockée au niveau de l'hypophyse.
En situation de stress physique ou psychologique (infection, fièvre, douleur, fatigue, peur ou variation de température), la sécrétion de CRH en particulier est fortement augmentée, ce qui, par l'intermédiaire de l'ACTH, induit une libération de glucocorticoïdes au niveau des glandes surrénales.
Inversement, il existe un rétrocontrôle négatif par les glucocorticoïdes, qui agissent principalement sur l'hypophyse en inhibant l'expression du gène de la POMC et en bloquant la libération d'ACTH dans la circulation sanguine. Les glucocorticoïdes inhibent également en amont, la synthèse des trois hormones sécrétagogues au niveau de l'hypothalamus et bloquent la sécrétion de la CRH stockée.

## Mode d'action
L'ACTH est une hormone à rythme circadien et sécrétion pulsatile, c'est-à-dire variant selon l'heure du jour et de la nuit. Sa concentration sanguine est maximale juste avant le pic de cortisol se situant chez l'humain avant le réveil (vers 6 h 0 du matin), et minimal le soir (vers 23 h 0) avant le coucher. Chez les animaux nocturnes (rongeurs…), les pics sont inversés (maximaux vers 20 h 0 et minimaux vers 7 h 0).
L'ACTH se fixe sur des récepteurs membranaires de la glande corticosurrénale. Cette liaison entraîne une augmentation de la concentration intracellulaire en AMPc, puis une activation de protéines kinases qui, à leur tour, activent les enzymes responsables de la transformation du cholestérol en prégnénolone, un précurseur commun des glucocorticoïdes et minéralocorticoïdes.

## Physiopathologie
Il existe une pathologie relativement fréquente appelée syndrome de Cushing ou hypercortisolisme chronique. Dans 20 à 30 % des cas, cette pathologie est directement liée à une dérégulation de la sécrétion d'ACTH soit en raison :
- d'adénomes hypophysaires (on parle alors de maladie de Cushing). Cela représente 50 à 60 % des syndromes de Cushing ;
- de sécrétions ectopiques (« hors du lieu ») d'ACTH par des tumeurs plus ou moins bénignes (carcinoïdes bronchiques, 60 % des cas ectopiques) ou réellement malignes (tumeurs bronchiques à petites cellules, 10-20 % des cas ectopiques), par des tumeurs du pancréas, ou des phéochromocytomes. L'ensemble des sécrétions ectopiques d'ACTH représente 20 % des syndromes de Cushing.

À l'opposé, la maladie d'Addison, caractérisée par une sécrétion diminuée de corticoïdes, peut être causée par une atteinte infectieuse des glandes surrénales (telle que la tuberculose), une atteinte auto-immune (anticorps antisurrénaliens, parfois dans le cadre de polyendocrinopathies auto-immunes), ou plus rarement par des mutations inactivatrices du récepteur de l'ACTH.